# Provincia de Phú Thọ
Phu Tho (en vietnamita: Phú Thọ) es una de las provincias que conforman la organización territorial de la República Socialista de Vietnam.

## Geografía
Phu Tho se localiza en la región de la Noreste (Đông Bắc). La provincia mencionada posee una extensión de territorio que abarca una superficie de 3.519,6 kilómetros cuadrados.

## Demografía
La población de esta división administrativa es de 1.328.400 personas (según las cifras del censo realizado en el año 2005). Estos datos arrojan que la densidad poblacional de esta provincia es de 377,43 habitantes por cada kilómetro cuadrado.

## Economía
Durante el período 1990-1995 la tasa de crecimiento anual era del 72% anual. El incremento medio del valor del producto agrícola es del 31%, el de la industria aumentó en un 15%, y el sector servicios al 117%. 
Hay 36 unidades económicas centrales, 63 unidades económicas locales, y 5 empresas de capital extranjero basadas en Phu Tho en virtud de los diferentes mercados.
La estructura económica de 1997 era la siguiente: agroforestería - 33,1%, industria de la construcción - 33,8% y servicios - 33,1%.
- Datos: Q36610
- Multimedia: Phu Tho / Q36610